# Vukpalaj-Bajzë
Vukpalaj-Bajzë är en ort i Albanien.   Den ligger i prefekturen Qarku i Shkodrës, i den norra delen av landet, 110 km norr om huvudstaden Tirana. Vukpalaj-Bajzë ligger 41 meter över havet och antalet invånare är 768.
Terrängen runt Vukpalaj-Bajzë är varierad.  
Trakten runt Vukpalaj-Bajzë består i huvudsak av gräsmarker.  Runt Vukpalaj-Bajzë är det ganska tätbefolkat, med 96 invånare per kvadratkilometer.